# Mont-Cauvaire
Mont-Cauvaire település Franciaországban, Seine-Maritime megyében. Lakosainak száma 883 fő (2022. január 1.). Mont-Cauvaire Anceaumeville, Authieux-Ratiéville, Clères, Fontaine-le-Bourg és Montville községekkel határos.

## Népesség
A település népességének változása:
| Lakosok száma | 632  | 675  | 705  | 741  | 790  | 840  | 851  | 862  | 883  |
|               | 2013 | 2015 | 2016 | 2017 | 2018 | 2019 | 2020 | 2021 | 2022 |